# OFC Futsal Championship 1992
Il primo Oceanian Futsal Championship, disputato nel 1992 a Brisbane in Australia, viene considerato il primo campionato continentale dell'Oceania per formazioni nazionali di calcio a 5.
Il girone, composto da tre formazioni, aveva il duplice scopo di eleggere la miglior formazione nazionale di calcio a 5 d'Oceania e di stabilire contestualmente la nazionale avente diritto alla qualificazione al secondo FIFA Futsal World Championship in programma a Hong Kong. Il girone fu vinto dall'Australia che si laureò campione continentale per la prima volta e si qualificò ai mondiali.

## Risultati e classifica
| Squadra       | Pti | G | V | N | P | GF | GS | DR  |
| ------------- | --- | - | - | - | - | -- | -- | --- |
| Australia     | 8   | 4 | 4 | 0 | 0 | 28 | 6  | +22 |
| Vanuatu       | 4   | 4 | 2 | 0 | 2 | 19 | 24 | -5  |
| Nuova Zelanda | 0   | 4 | 0 | 0 | 4 | 10 | 27 | –17 |

| Qualificata per il FIFA Futsal World Championship 1992 |

| Brisbane 15 giugno 1992 | Australia | 8 – 1 | Vanuatu |  |

| Brisbane 16 giugno 1992 | Australia | 9 – 2 | Nuova Zelanda |  |

| Brisbane 17 giugno 1992 | Nuova Zelanda | 4 – 9 | Vanuatu |  |

| Brisbane 18 giugno 1992 | Vanuatu | 3 – 8 | Australia |  |

| Brisbane 19 giugno 1992 | Nuova Zelanda | 0 – 3 | Australia |  |

| Brisbane 20 giugno 1992 | Vanuatu | 6 – 4 | Nuova Zelanda |  |